# خوان غودوي
خوان غودوي (بالإسبانية: Juan Godoy)‏ هو راعي تشيلي، ولد في 1800 في كوبيابو في تشيلي، وتوفي بنفس المكان في 1842.